# Messier 44
A Messier 44 (más néven M44, vagy NGC 2632) egy nyílthalmaz a Rák csillagképben. Latin neve Praesepe, ami „jászol”t vagy „méhlakás”t jelent.

## Felfedezése
Az M44 nyílthalmaz már az ókorban is ismert volt. Charles Messier francia csillagász 1769. március 4-én katalogizálta.

## Tudományos adatok
Galilei kezdetleges távcsövével több mint negyven csillagot számolt meg a szabad szemmel ködfoltnak látszó területen. Nagy műszerrel kb. 350, 17m-nál fényesebb csillag látható.
A halmaz becsült kora 730 millió év.

## Megfigyelési lehetőség
Szabad szemmel is észlelhető.